# Louis Lens
Louis Lens (Onze-Lieve-Vrouw-Waver, 3 maart 1924 – Mechelen, 10 mei 2001) was een Belgische rozenkweker en -veredelaar. Hij was de zoon van de rozenkweker Victor Lens (1889-1969).

## Leven
Louis Lens kwam uit een familie, die bij het dorp Onze-Lieve-Vrouw-Waver nabij Mechelen een rozenkwekerij bezat. De in 1870 door zijn opa Louis Lens senior (1848-1923) opgerichte kwekerij was oorspronkelijk een boomkwekerij,
die in 1908 overschakeld was op de teelt van rozen. Na de dood van Louis Lens senior nam zijn zoon Victor Lens, de vader van Louis Lens, samen met zijn broers Emile en Henri de kwekerij over. Rond 1930 verkocht het bedrijf circa 1,5 miljoen rozen per jaar. In 1945 werd Victor Lens de enige bestuurder van het bedrijf. Louis Lens leerde het veredelen van rozen van zijn vader, die met de rozen die hij kweekte al verschillende gouden medailles behaald had.
Louis Lens begon 1950 met veredelen en zijn eerste cultivars waren theehybriden, onder andere 'Dame de Coeur' (1958) en 'Pascali' (1963). De roos 'Pascali' verwierf een vooraanstaande plaats in de Hall of fame van de World federation of Rose societies. Later teelde hij, uitgaande van de roos 'Ballerina' (Bentall 1937), een groot aantal nieuwe muskushybriden, onder andere 'Rush' (1981), 'Schubert' (1984) en 'Walferdange' (1992). Muskushybriden zijn rozen die uit de veelbloemige roos (Rosa multiflora) zijn gekweekt, de uit Azië stammende Rosa moschata is volgens kenners verloren gegaan. Het zijn remonterende rozen met rijk bloeiende trossen. Terugkruisingen met floribunda-rozen resulteerde in struiken met grotere bloemen, zoals bijvoorbeeld 'Omi Oswald' (1988).
Op het laatst hield Lens zich hoofdzakelijk bezig met het veredelen van wilde rozen. Uit Rosa filipes ontstonden de hybriden 'Pleine de Grâce' (1983), 'Dentelle de Malines' (1986) en 'Dentelle de Bruxelles' (1988). Uit Rosa multiflora var. adenochaeta de hybriden Pink Spray (1980), 'White Spray' (1980) en 'Tapis Volant' (1982) en uit Rosa bracteata de hybriden 'Pink Surprise' (1987) en 'Jelena de Belder' (1996).
De rozenkwekerij van Lens werd in 1992 overgedragen aan het echtpaar Rudy Velle en Ann Velle-Boudolf en verhuisde naar Oudenburg. Louis Lens legde zich nog tot zijn dood toe op het ontwikkelen van nieuwe cultivars.

## Rozen van Louis Lens (selectie)

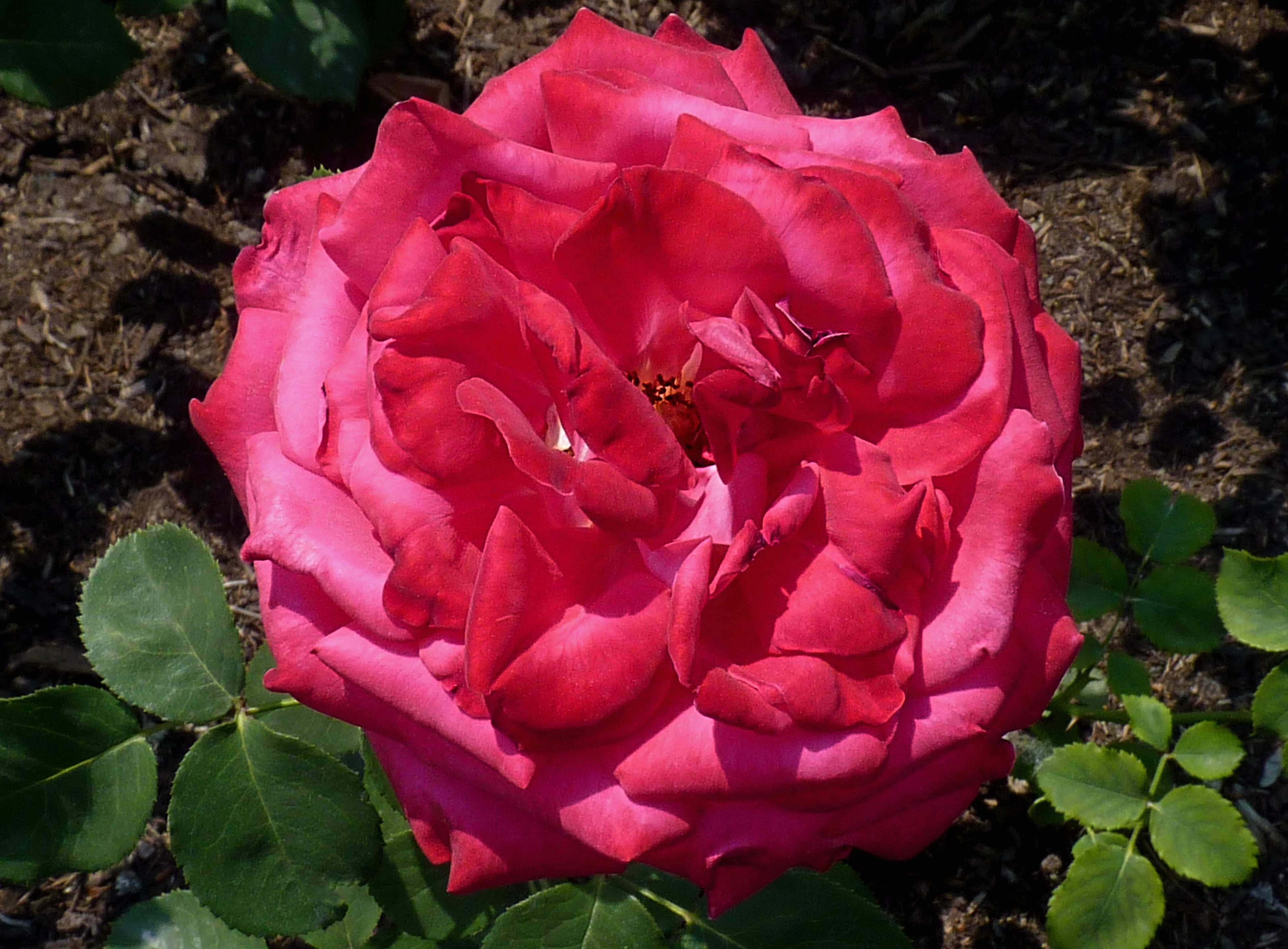
'Dame de Cœur', 1958
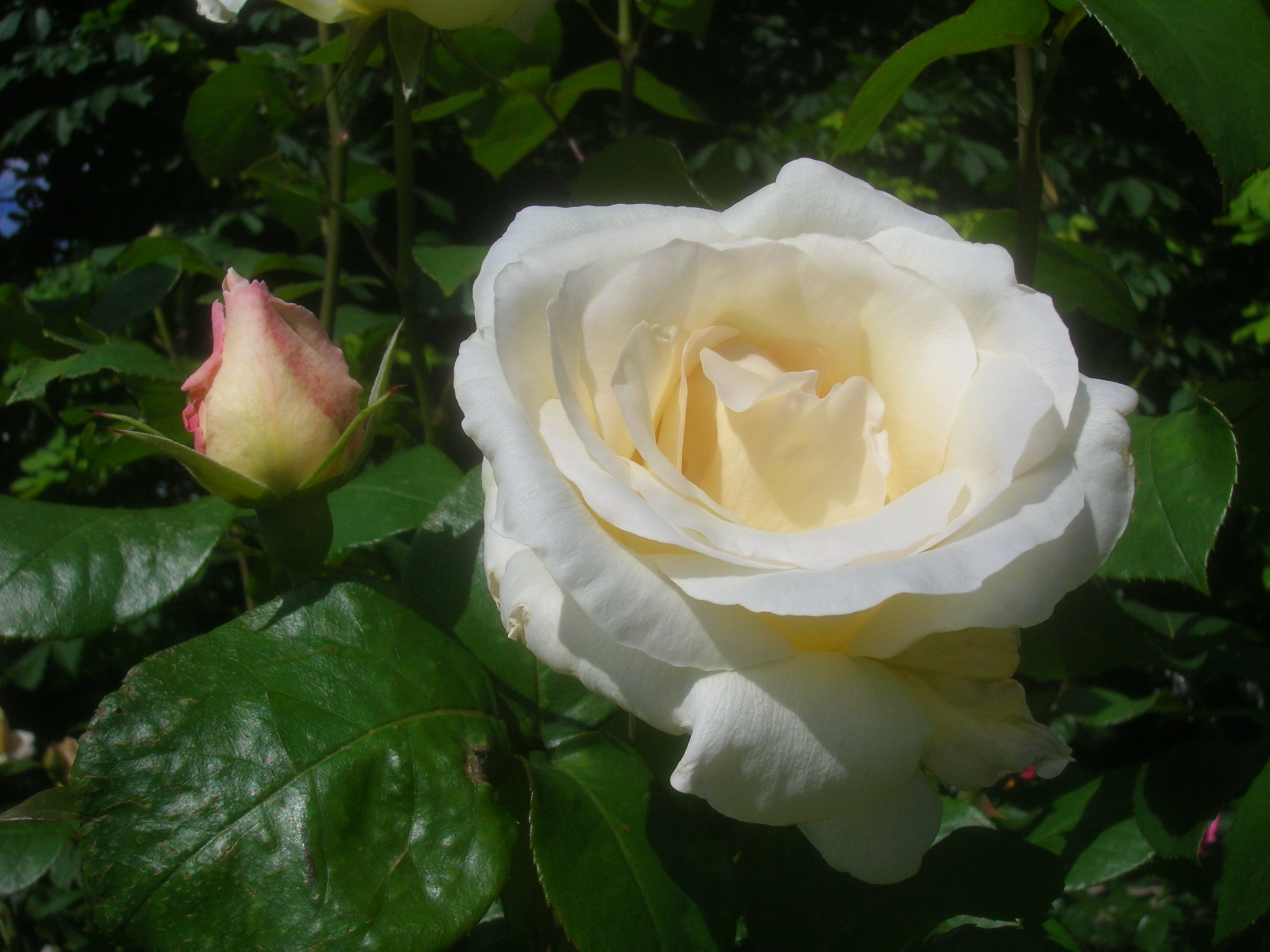
'Pascali', 1963
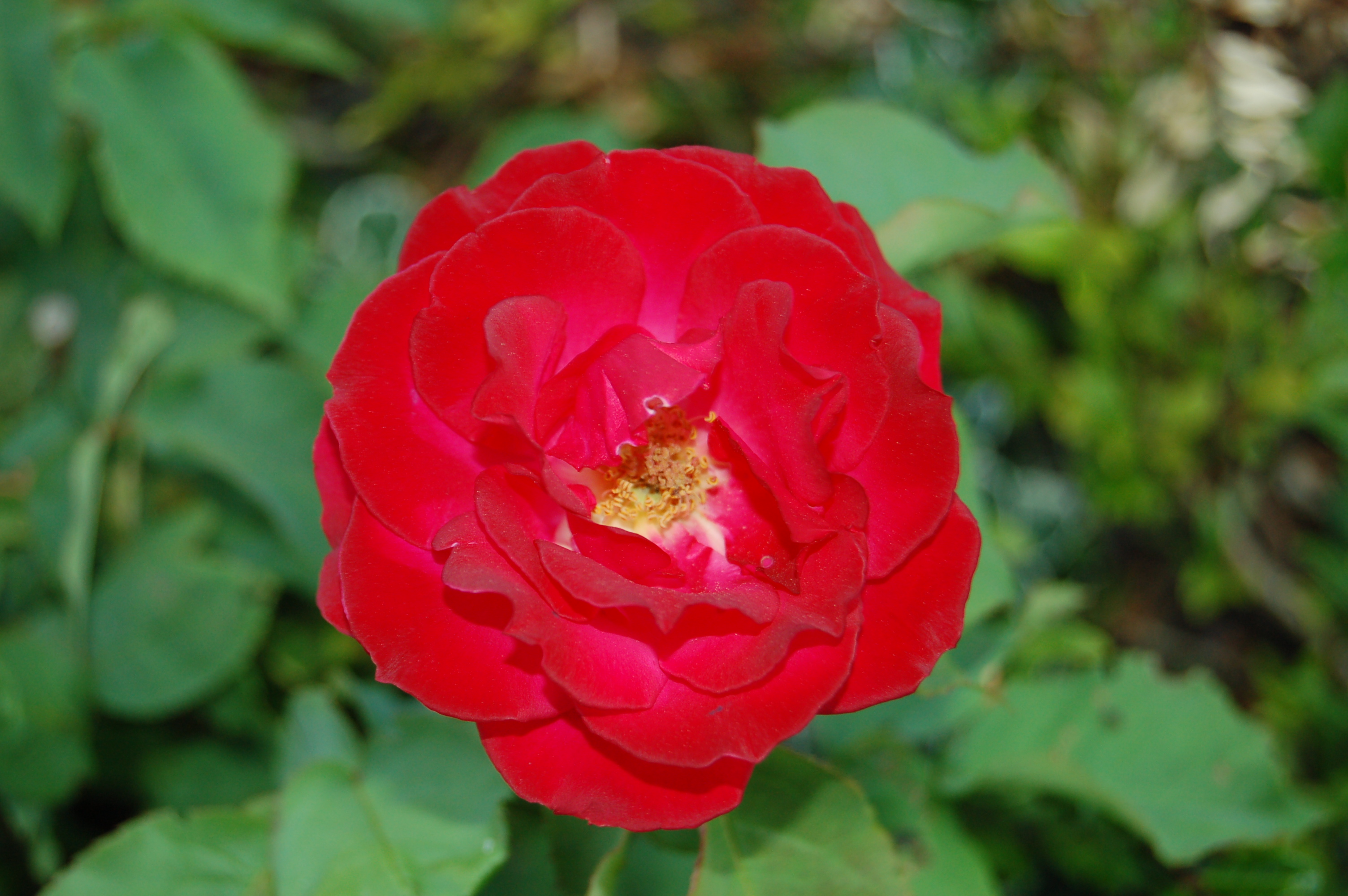
'Fluorette', 1971
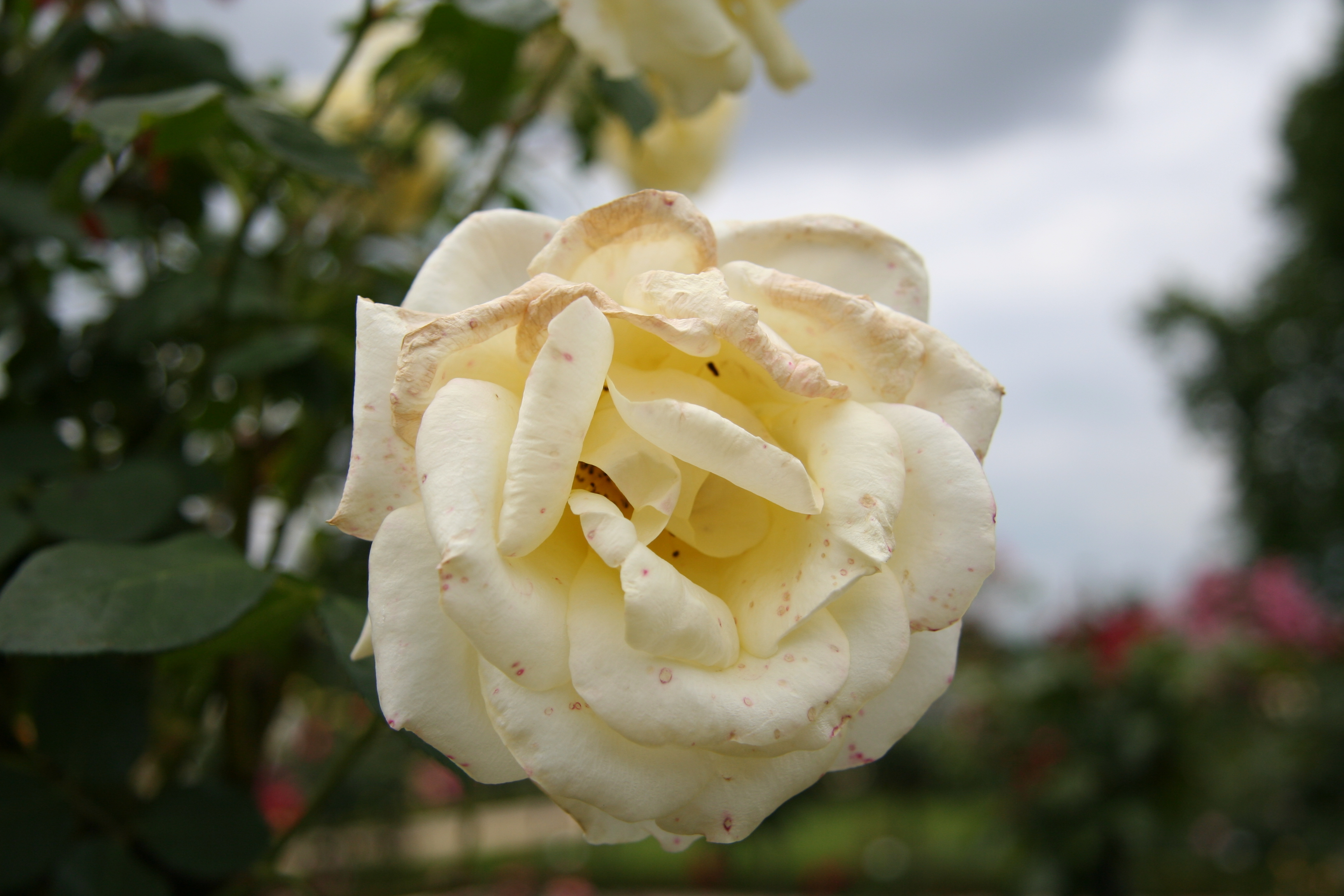
'Love Letter', 1977
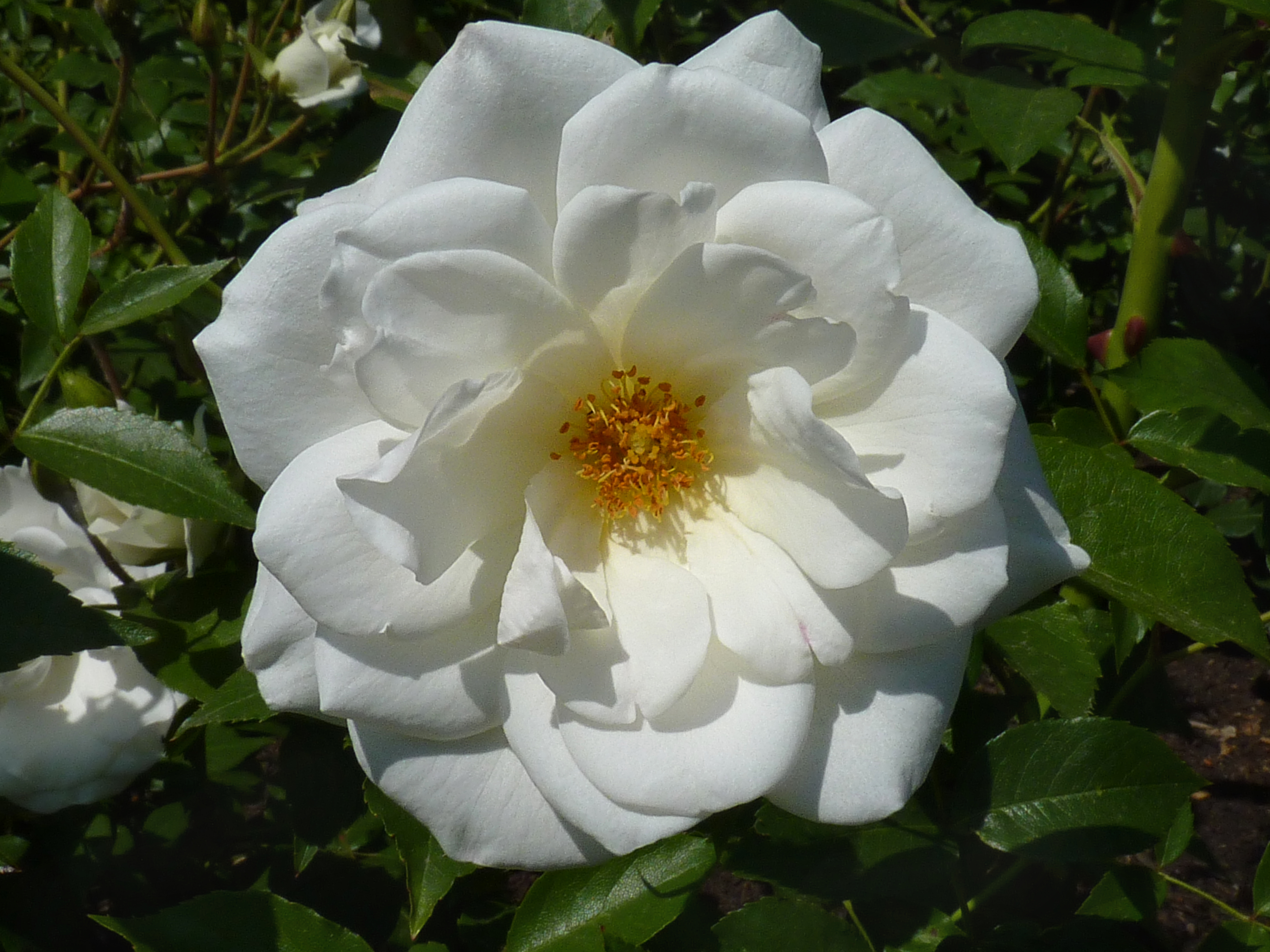
'Maria Mathilda', 1980
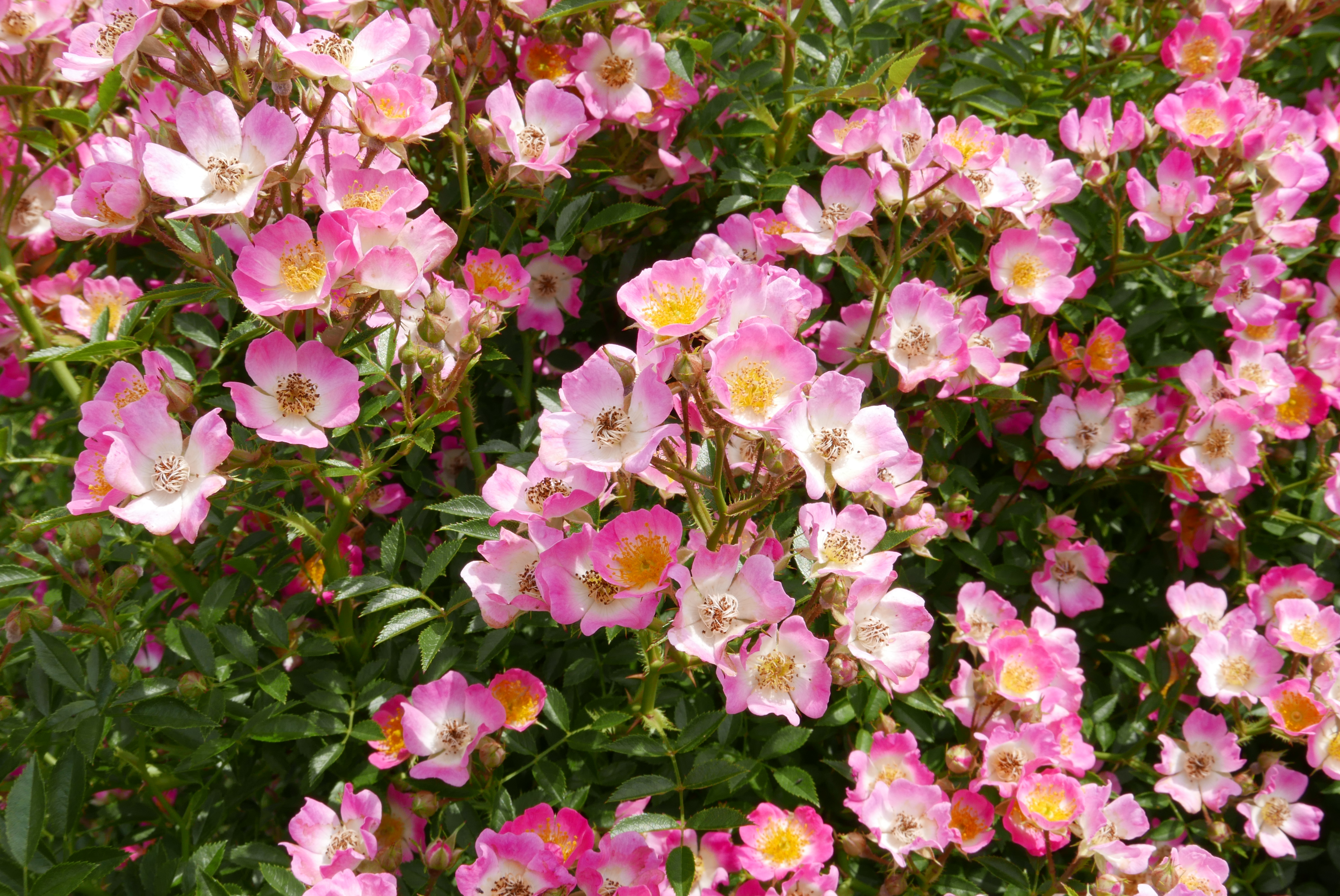
'Pink Spray', 1980
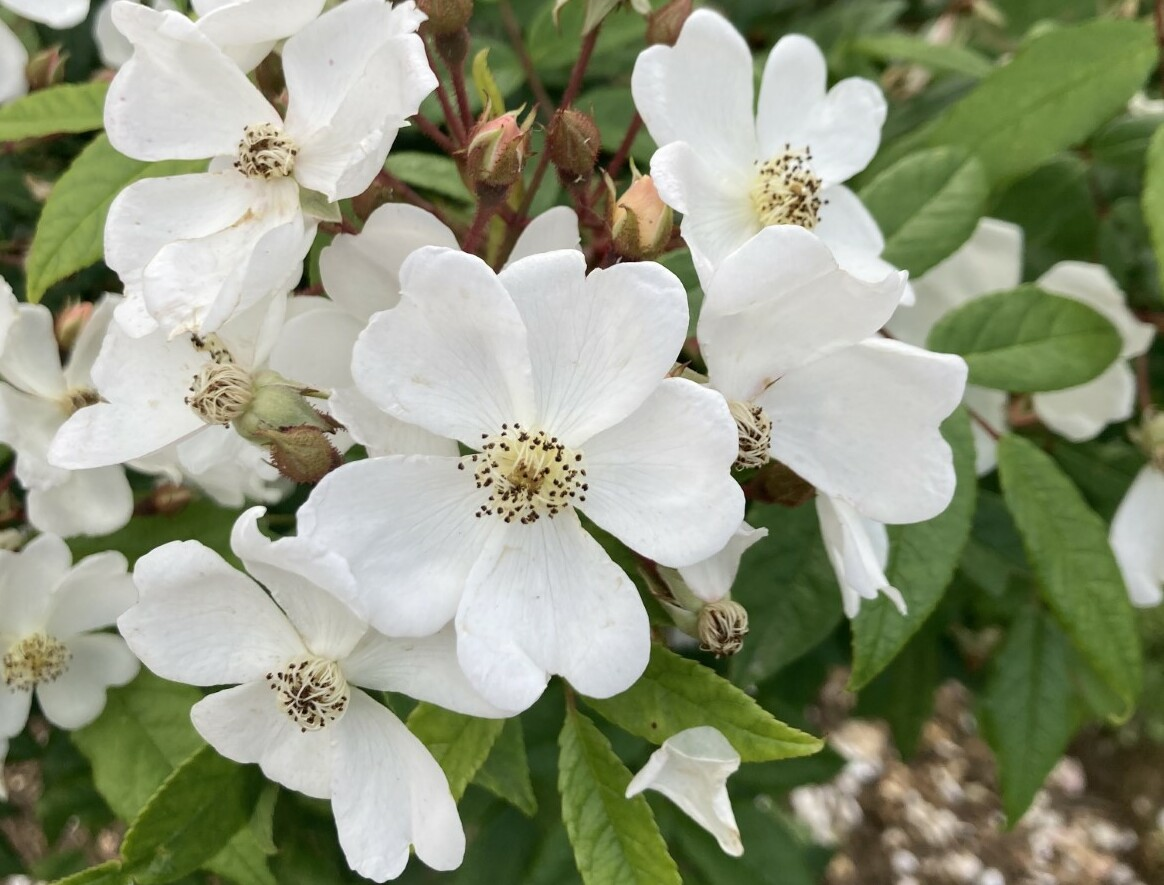
'Pleine de Grâce', voor 1981
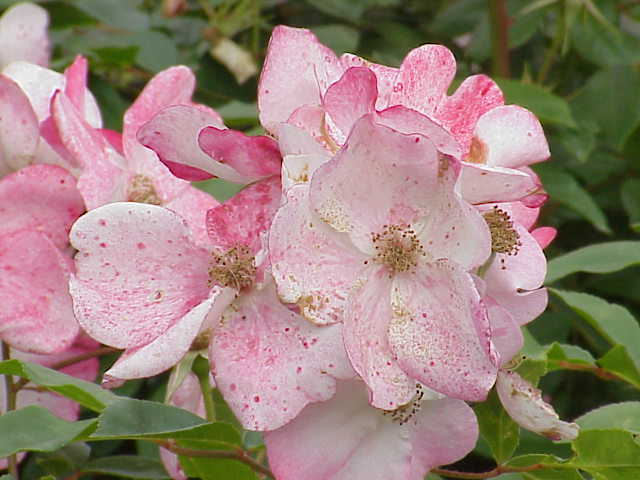
'Rush', 1981
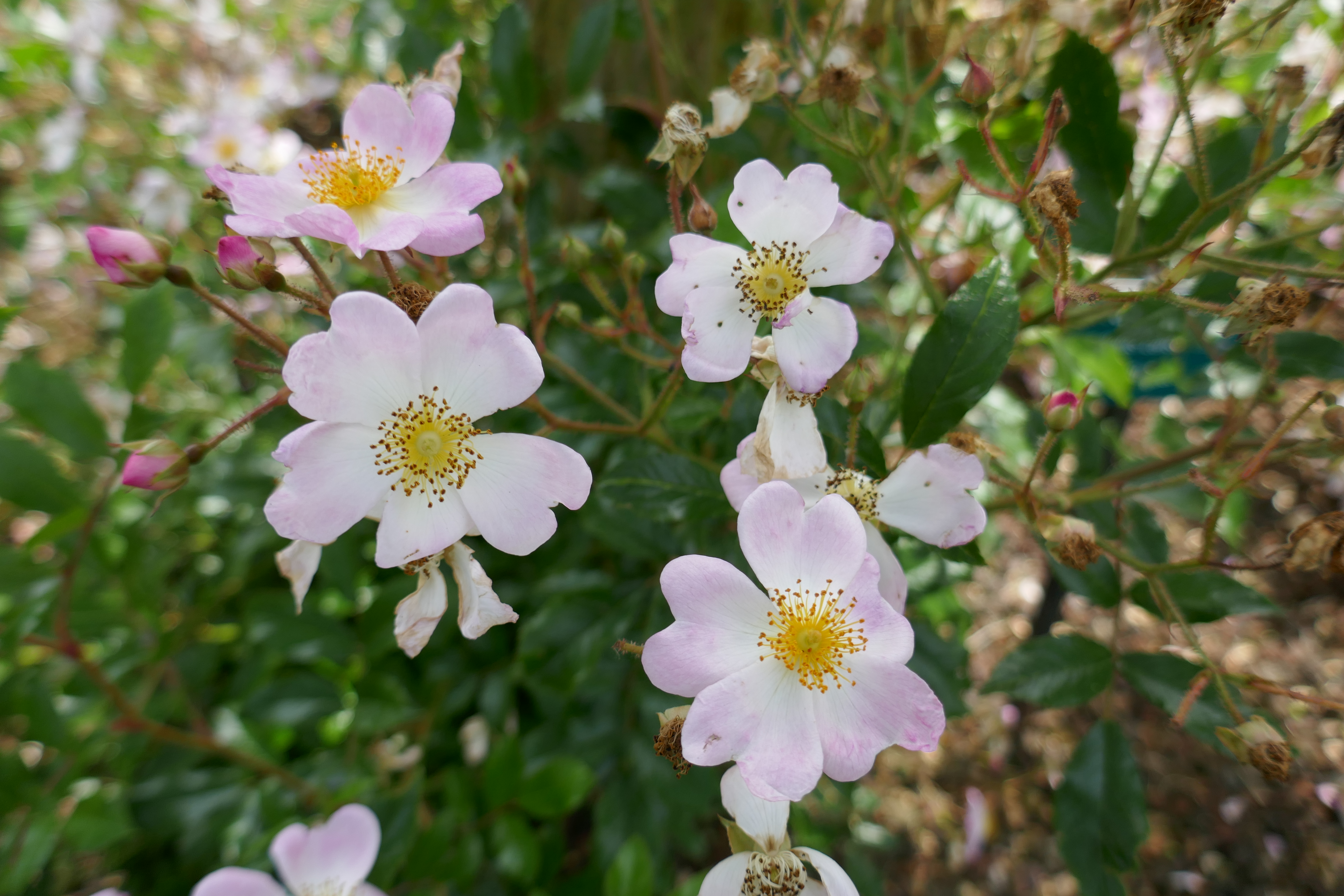
'Tapis Volant', 1982
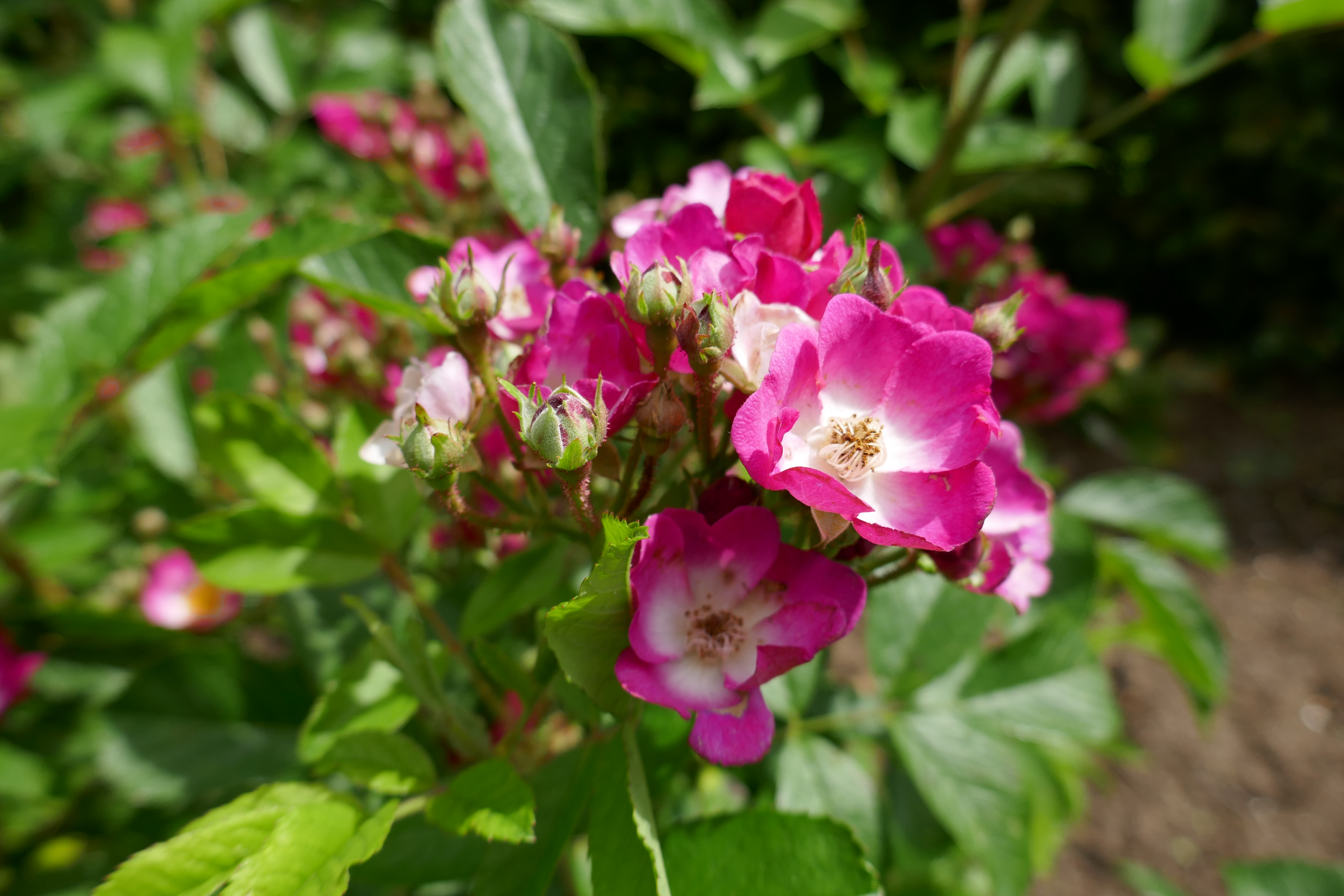
'Schubert', 1984
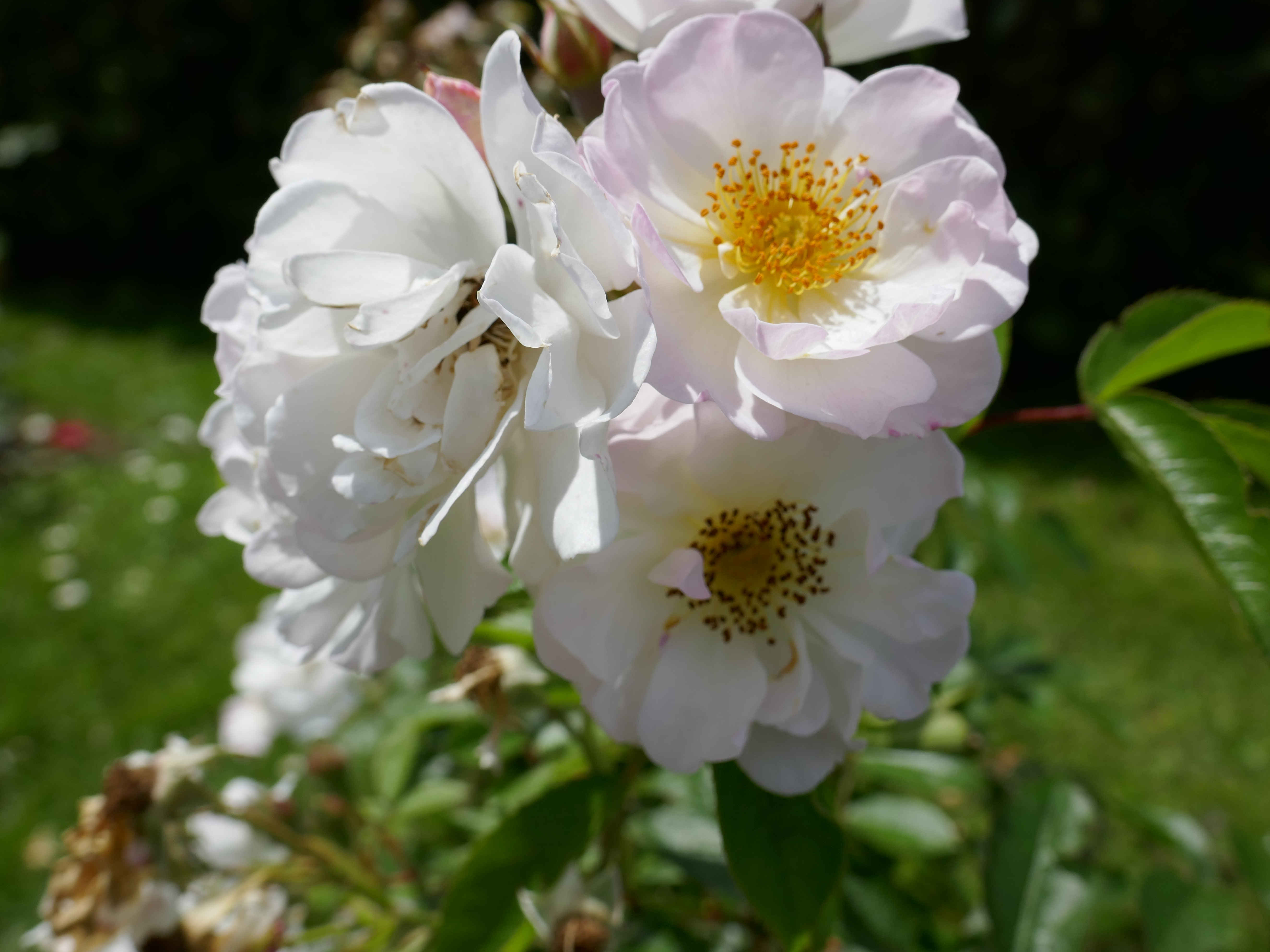
'Merle Blanc', 1985
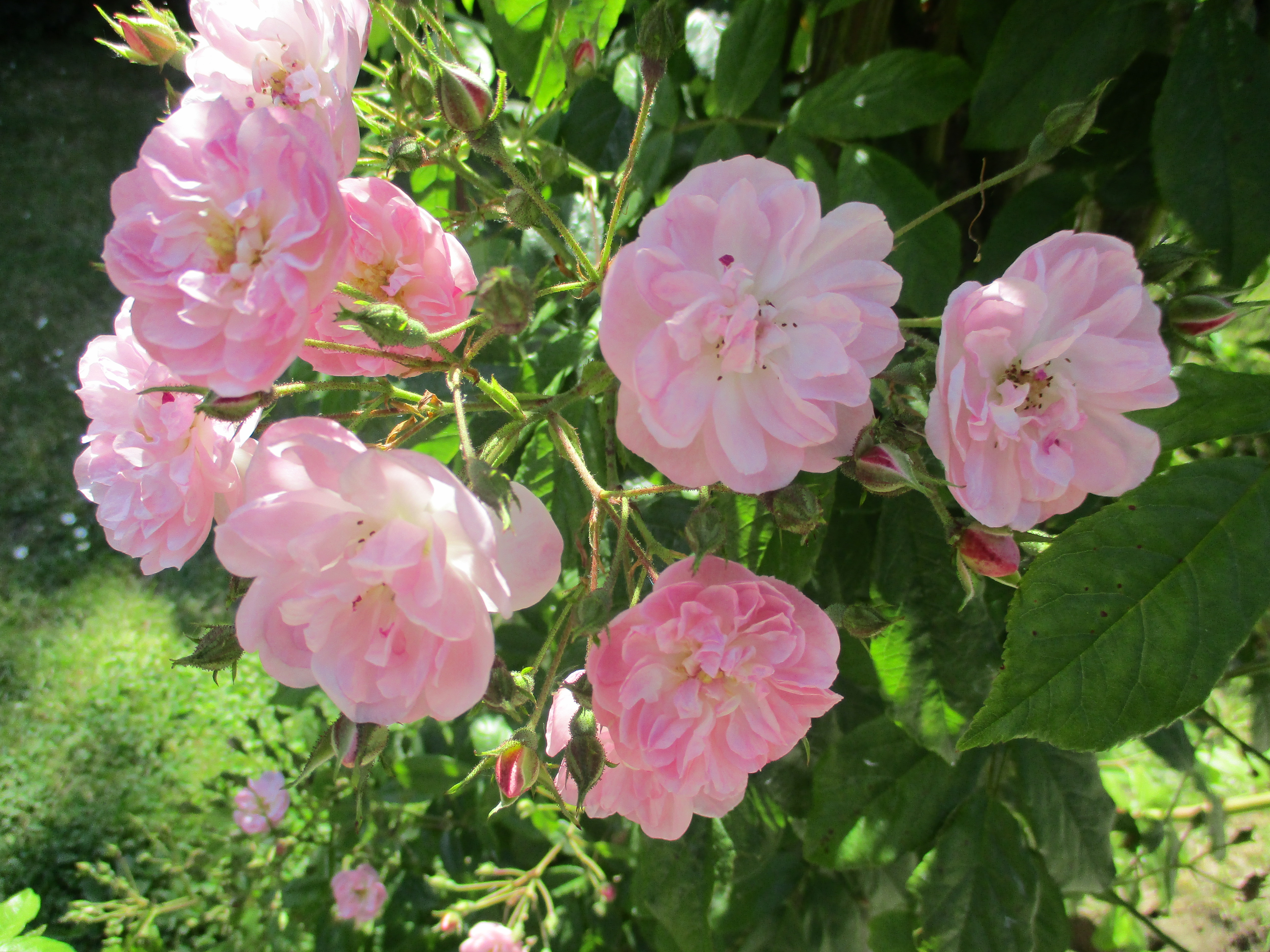
'Dentelle de Malines', 1986
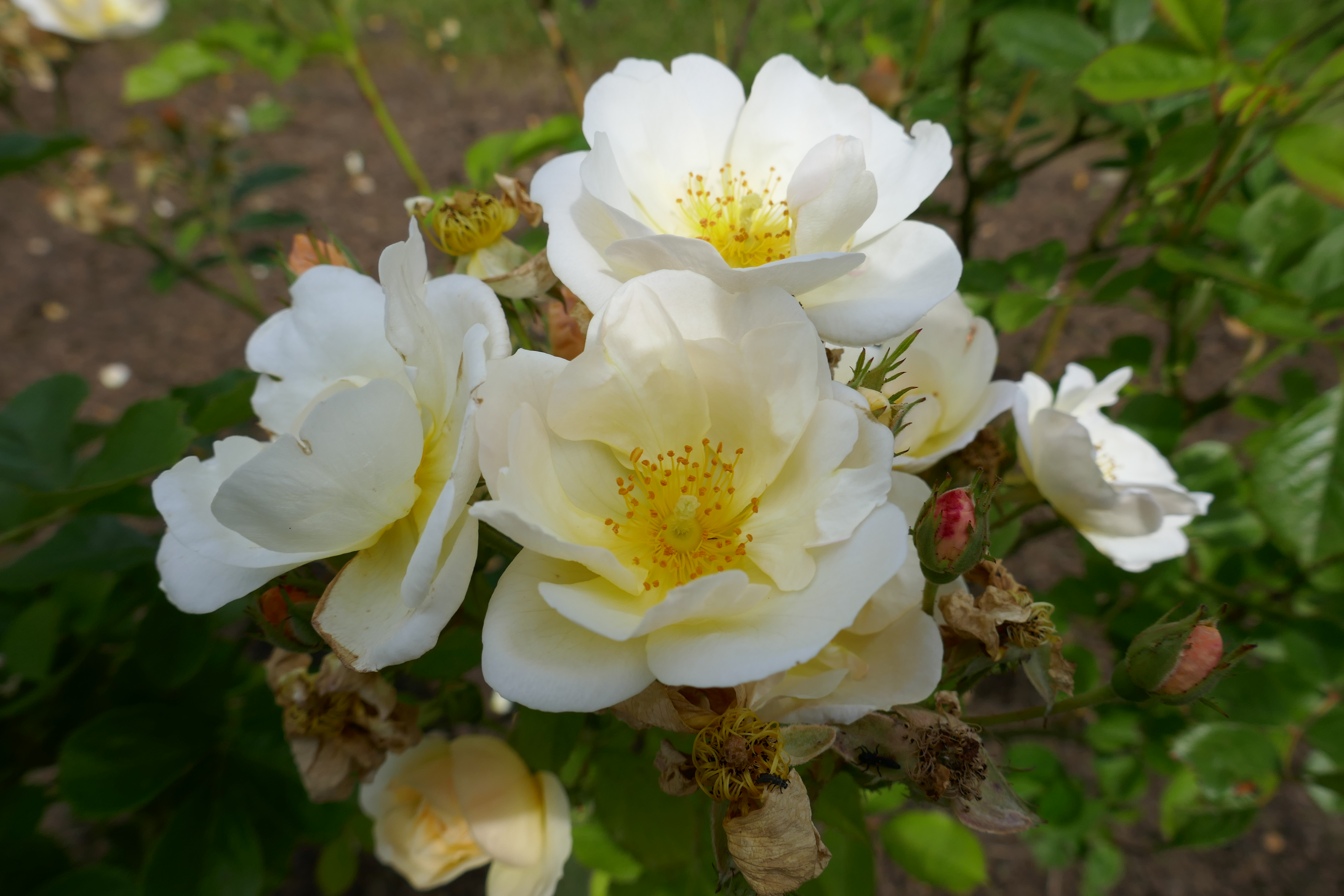
'Omi Oswald', 1987
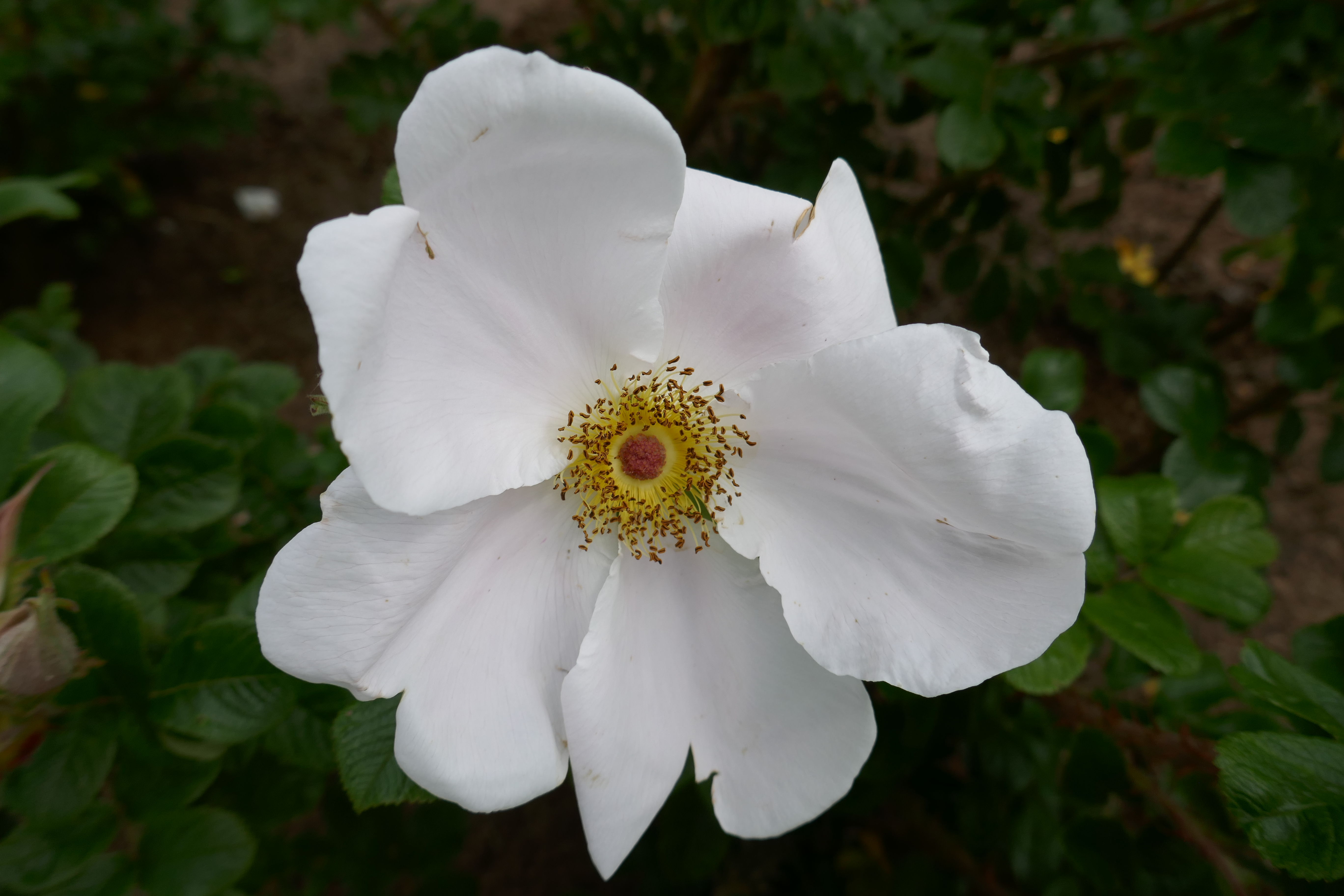
'Pink Surprise', 1987
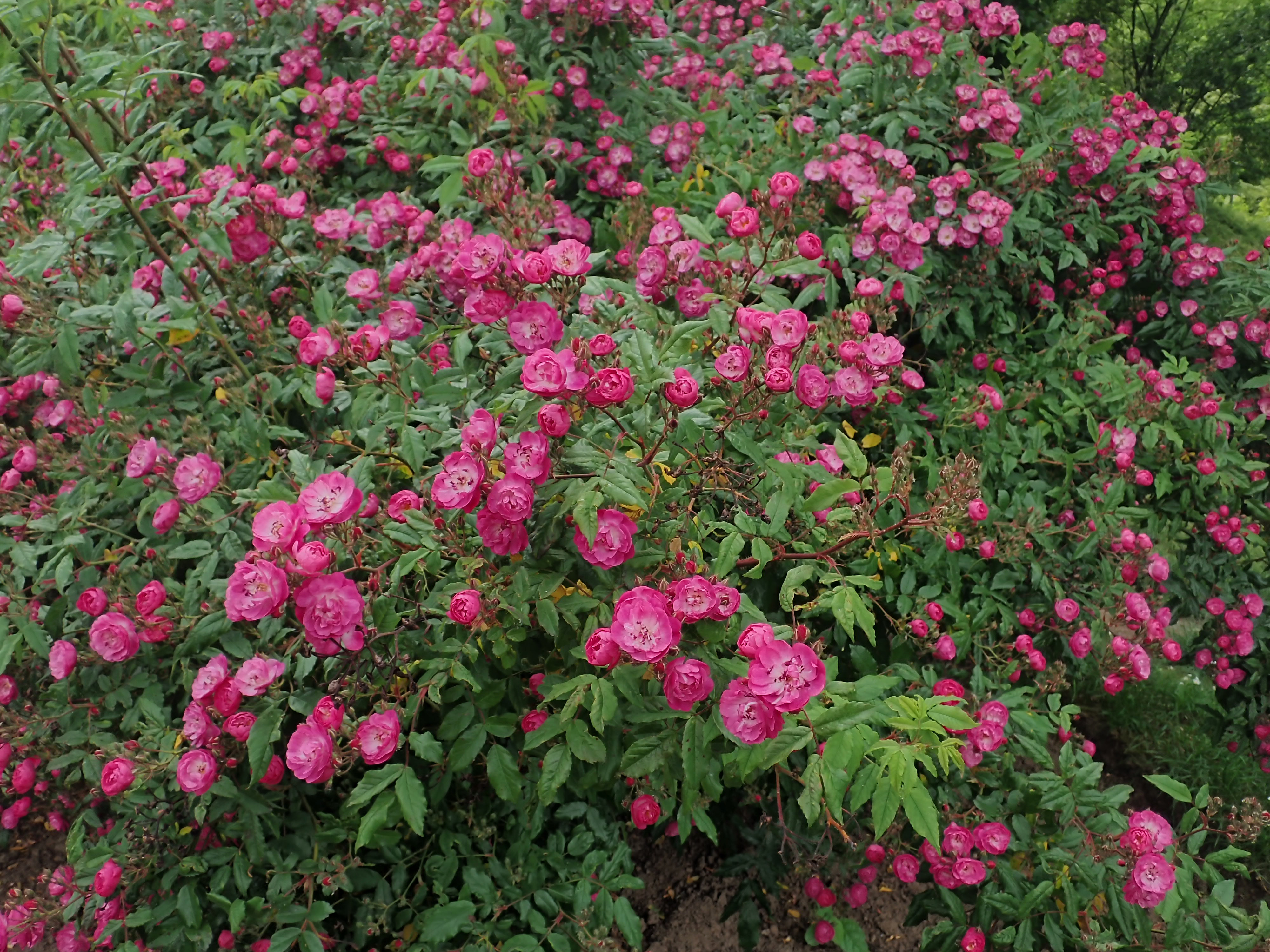
'Dentelle de Bruxelles', 1988
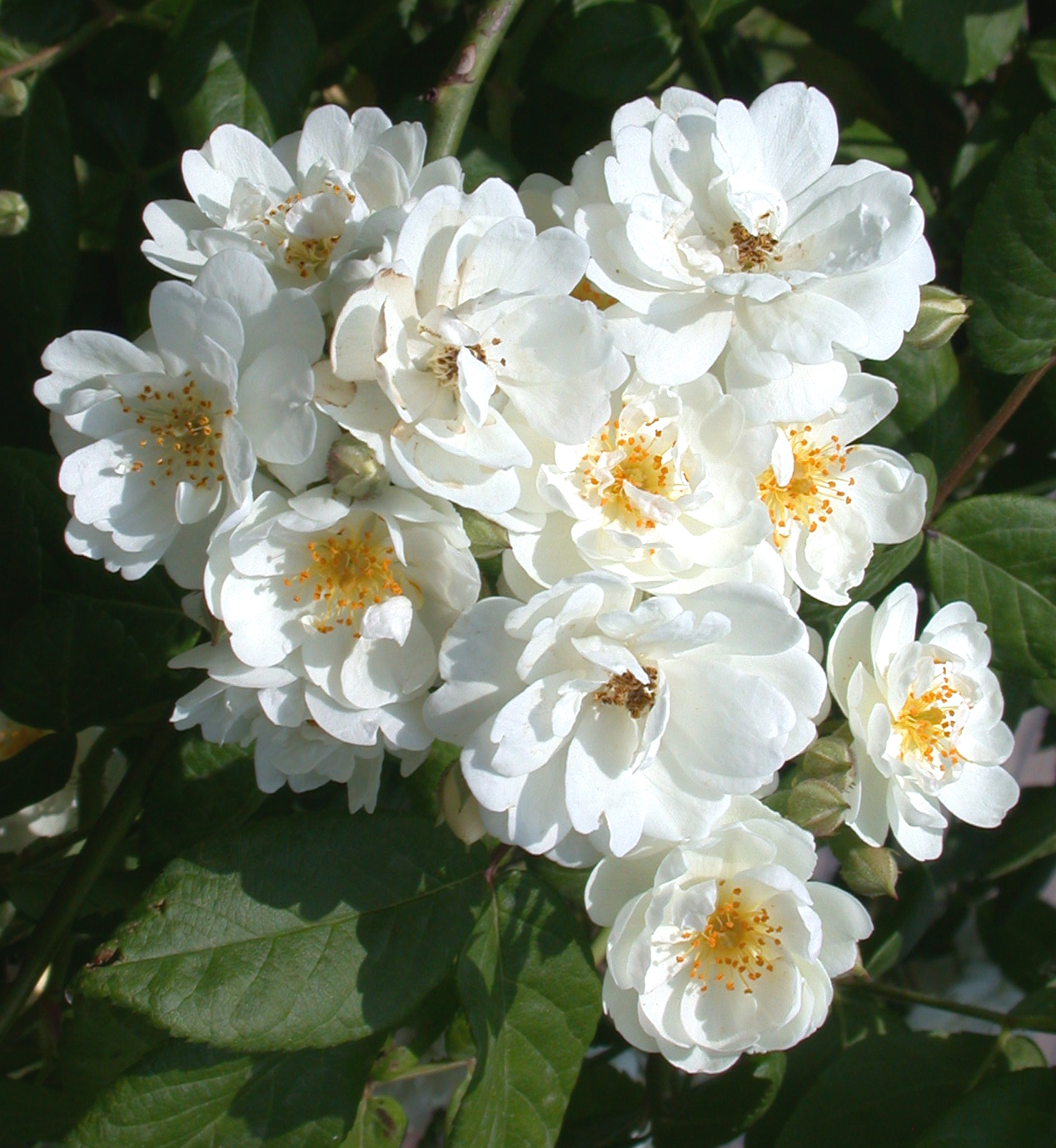
'Waterloo', 1988
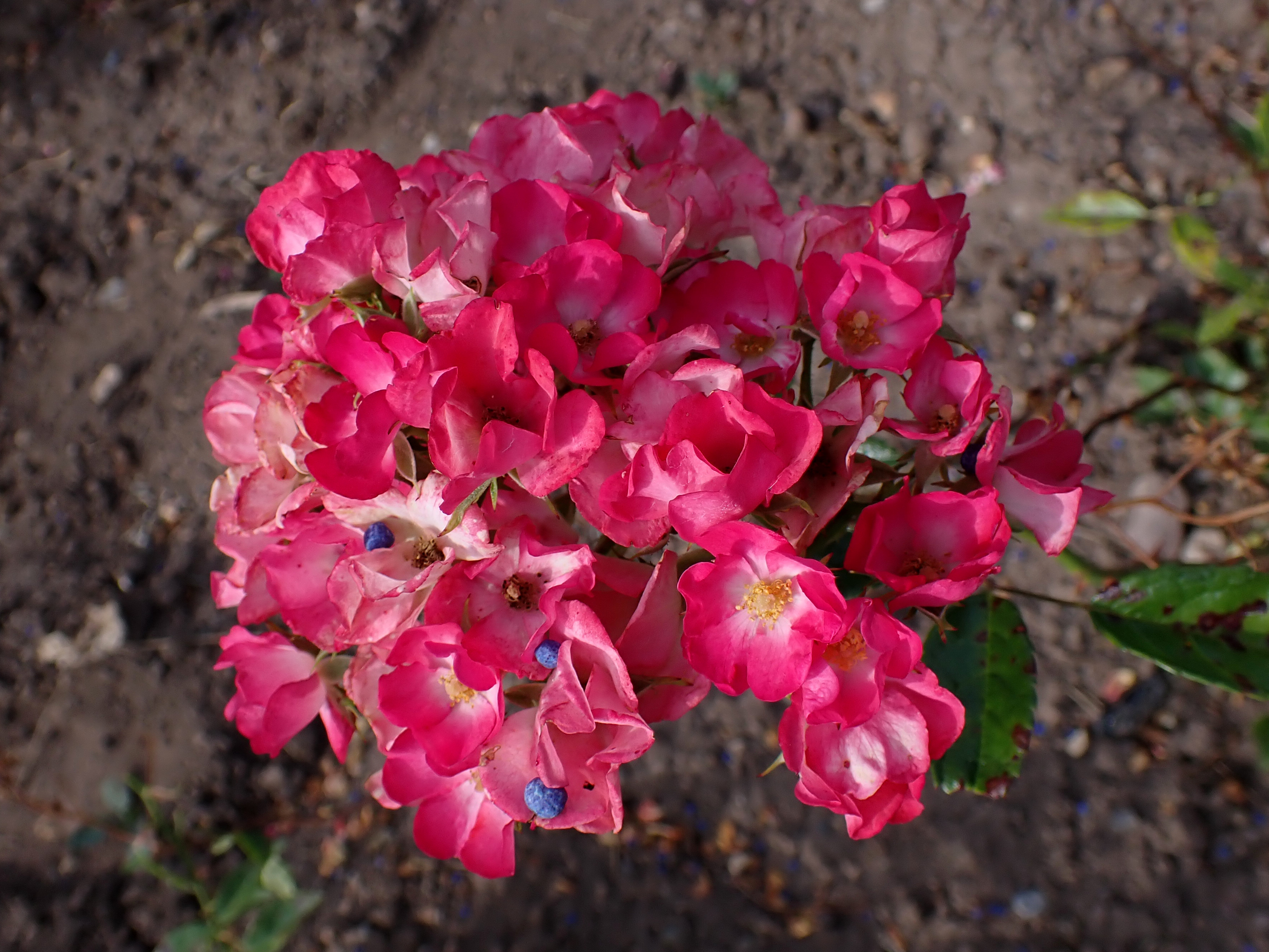
'Paganini', 1989
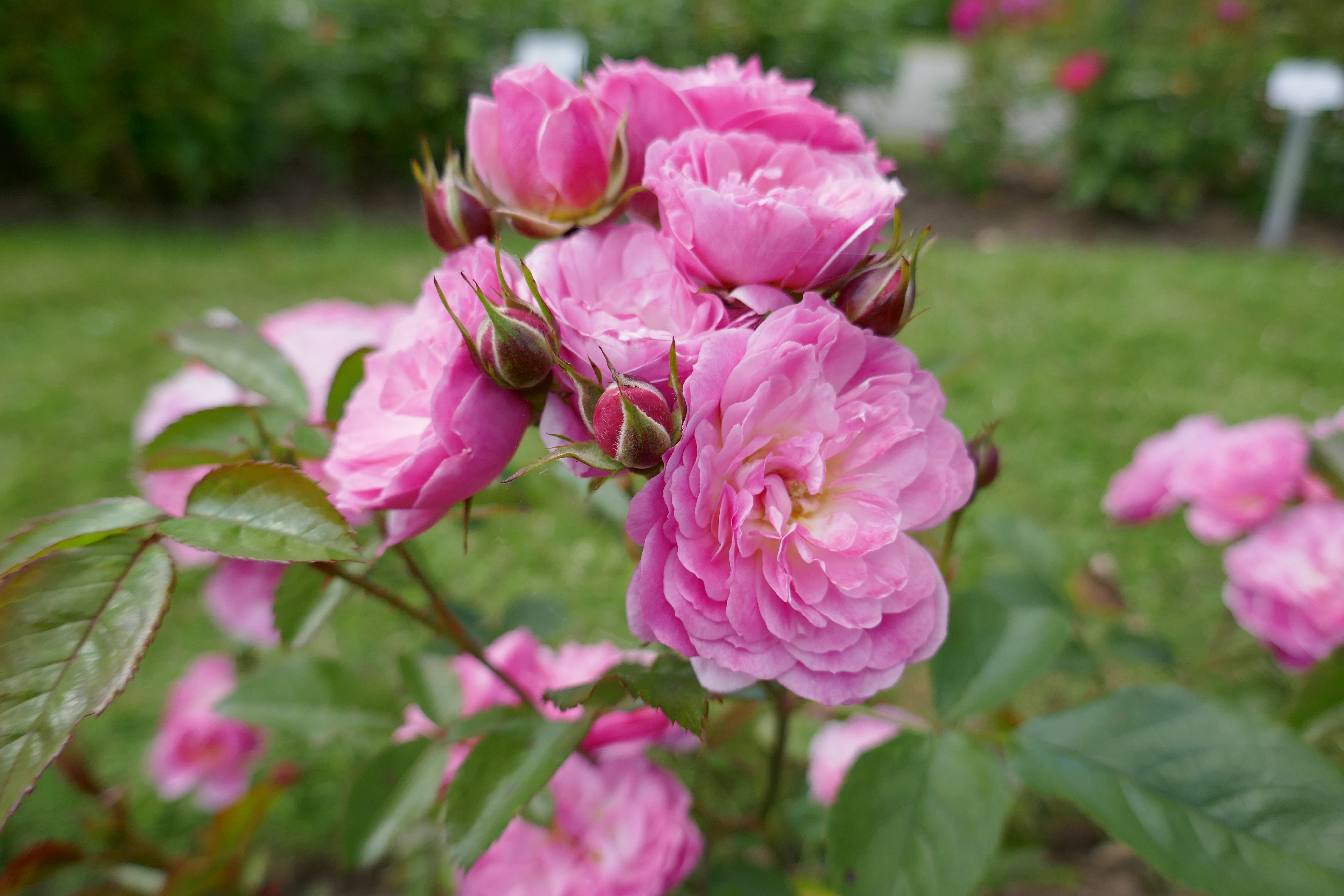
'Walferdange', 1992
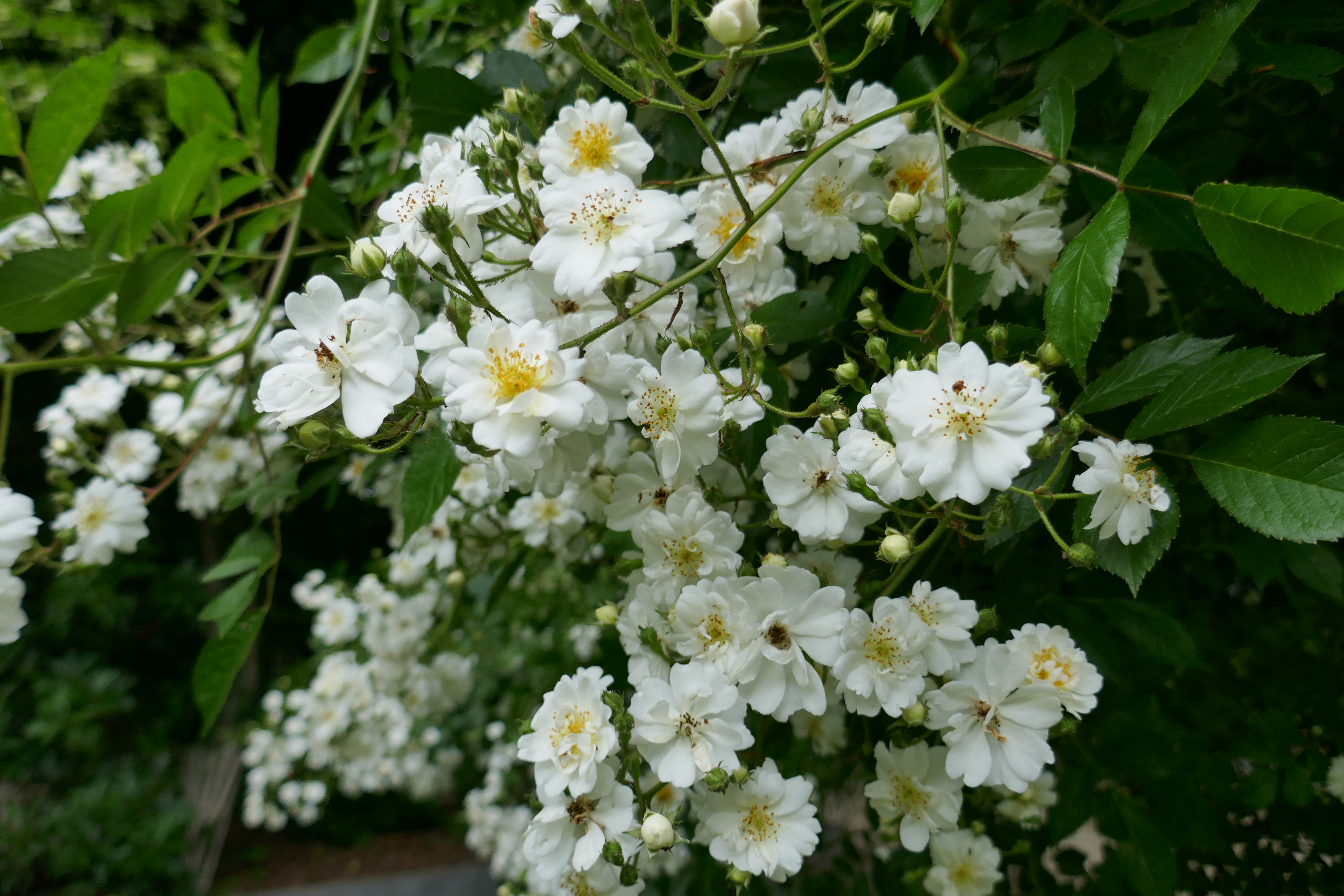
'Guirlande d'amour', 1993
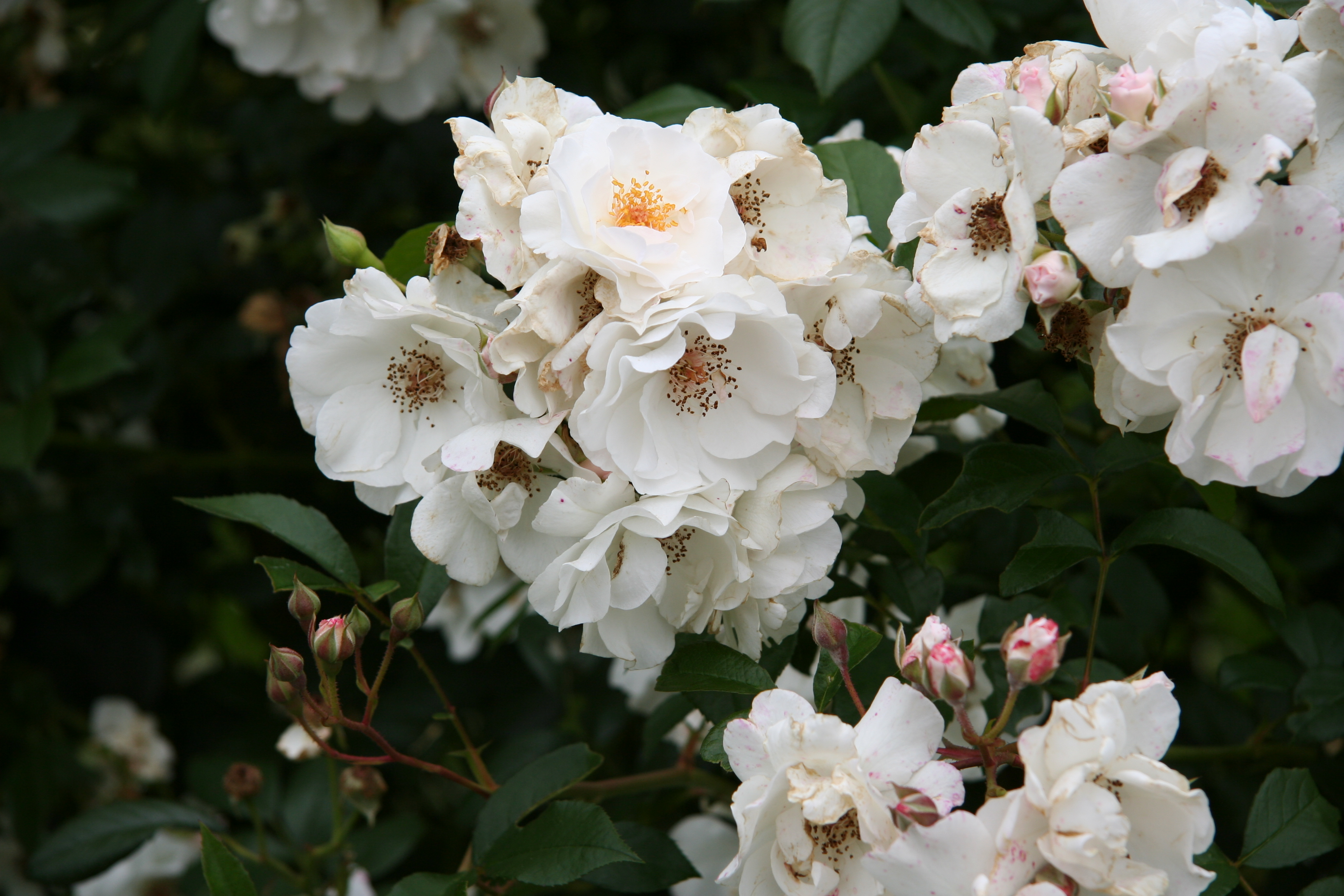
'Jacqueline Humery', 1995
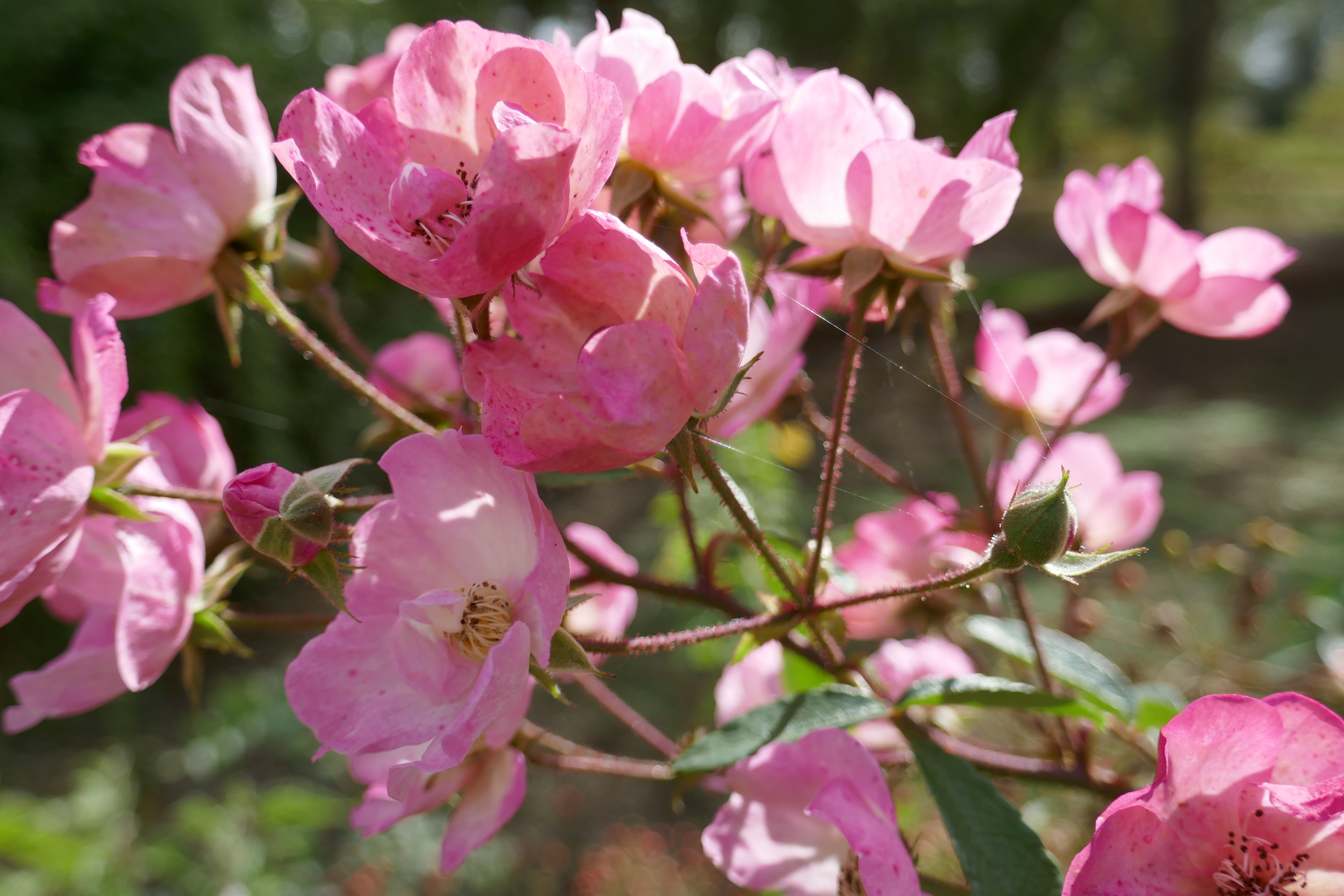
'Alden Biesen', 1996
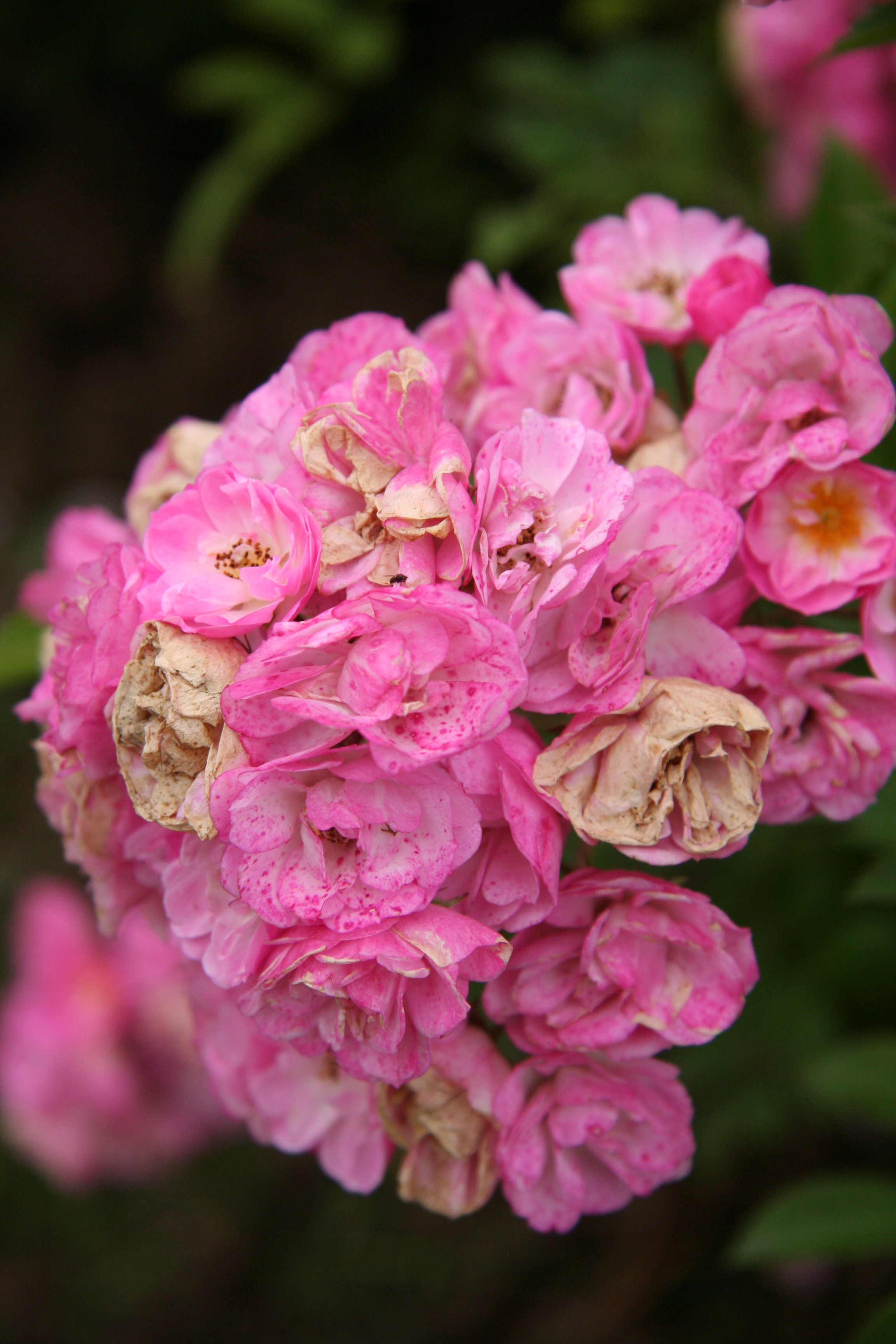
'Heavenly Pink', 1997
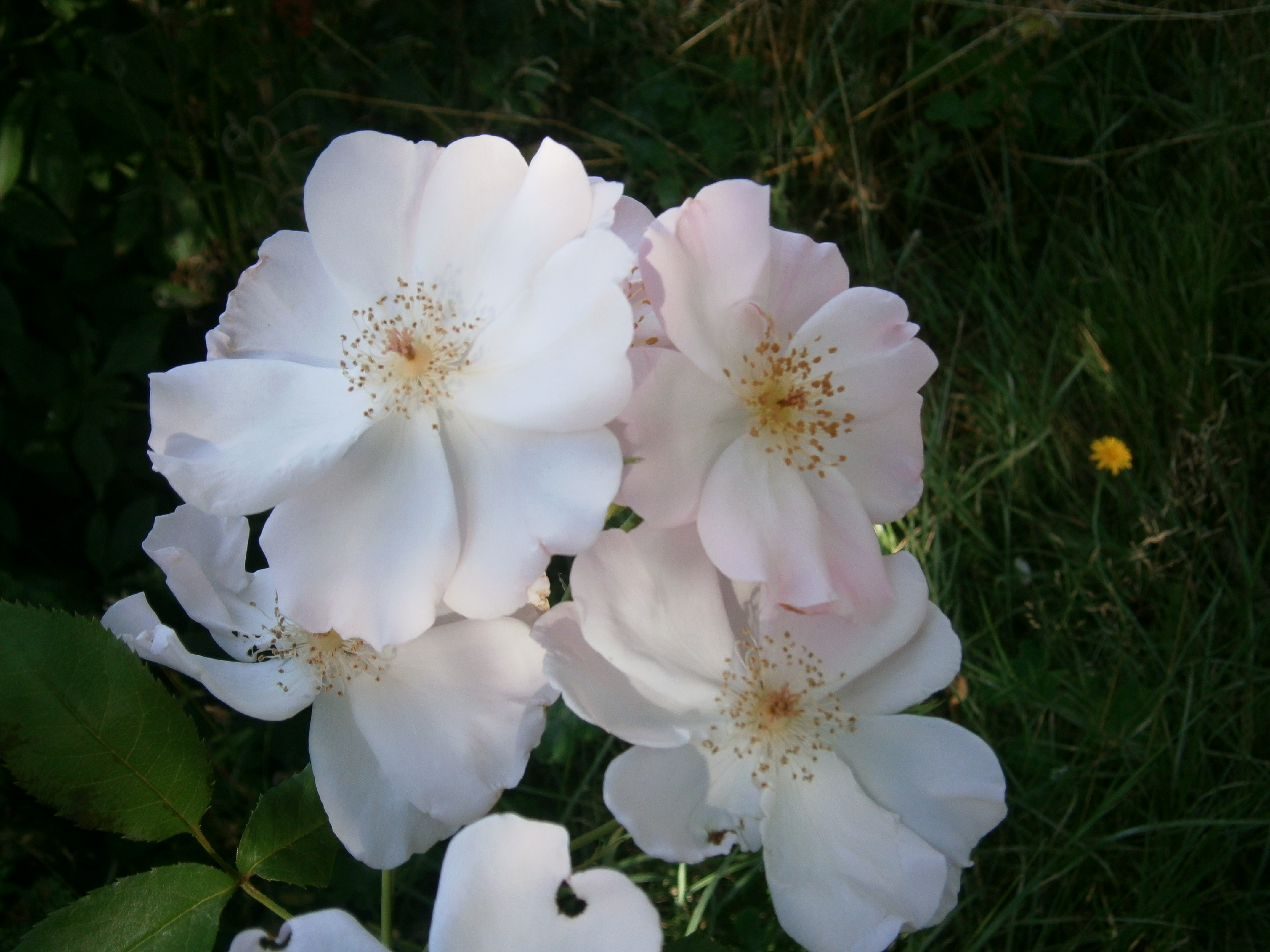
'Lieve Louise', 2001